# Markaz Quwaysinā
Markaz Quwaysinā (arabiska: مركز قويسنا) är en region i Egypten.   Den ligger i guvernementet Al-Minufiyya, i den norra delen av landet, 60 km norr om huvudstaden Kairo.